# Aurelio Galli
Aurelio Galli  (né le 26 février 1866 à Frascati, dans le Latium, alors dans les États pontificaux et mort le 26 mars 1929 à Rome) est un cardinal italien du début du XXe siècle.

## Biographie
Aurelio Galli étudie  à Rome. Après son ordination il exerce diverses fonctions au sein de la curie romaine, notamment comme secrétaire des « brefs aux princes. »
Le pape Pie XI le crée cardinal lors du consistoire du 30 décembre 1923.
Il meurt le 26 mars 1929.